# Девушка в тумане
«Девушка в тумане» (итал. La ragazza nella nebbia) — итальянский фильм-триллер 2017 года, снятый режиссёром и сценаристом Донато Карризи на основе собственного одноимённого романа. Полнометражный режиссёрский дебют

## Сюжет
Затерянный в Альпах городок Авешот живёт своей тихой и размеренной жизнью. Но исчезновение 16-летней Анны Лу переворачивает благостное существование его жителей с ног на голову. Прибывший на место происшествия инспектор Фогель твёрдо намерен найти виновного. Для этого он готов использовать не всегда законные возможности. Один раз в карьере это его уже подвело. Но спасение девушки может разом смыть все прошлые пятна на репутации. Впрочем, уже скоро Фогель понимает, что Анна Лу мертва, и его единственной целью становится поимка убийцы.

## В ролях
- Тони Сервилло — инспектор Фогель[2]
- Жан Рено — доктор Флорес[2]
- Алессио Бони — профессор Мартини
- Лоренцо Рикельми — агент Борги
- Галатеа Ранци — Стелла Хонер
- Антонио Джерарди — адвокат Джорджо Леви
- Микела Ческон — агент Майер
- Грета Скакки — Беатрис Леман[4]
- Якопо Ольмо Антинори — Маттиа
- Лукреция Гидоне — Клеа
- Екатерина Бушеми — Анна Лу

## Производство
Фильм снимался на перевале Карер в Южном Тироле, Италия. Совместное производство компаний Colorado Filmproduktion, Medusa Film и Gavila в сотрудничестве с IDM South Tyrol — Alto Adige Film Fund. Для Екатерины Бушеми, исполнившей роль Анны Лу Кастнер, это дебют в кино.

## Восприятие
Петер Кёрте анализирует книгу Донато Карризи в газете Frankfurter Allgemeine в августе 2017 года и пишет, что это «плохие парни, которые делают хорошую историю». И далее: «Однако если присмотреться внимательнее, то можно заметить, что Карризи часто слишком явно подчеркивает цинизм Фогеля и жадность СМИ к сенсациям. Это не меняет того факта, что „Девушка в тумане“ — умный и компактный триллер, в котором дуга напряженности никогда не ослабевает, а финальная развязка удивляет вас еще раз после того, как многие версии оказались неверными, а многие тактические уловки — слишком сложными».

## Награды и номинации
- Премия Fabrique Du Cinéma — лучшая музыкальная тема (номинация)
- Фестиваль фильмов-нуар в Курмайоре — гран-при (номинация)[7]